# Kvarteret Brovakten

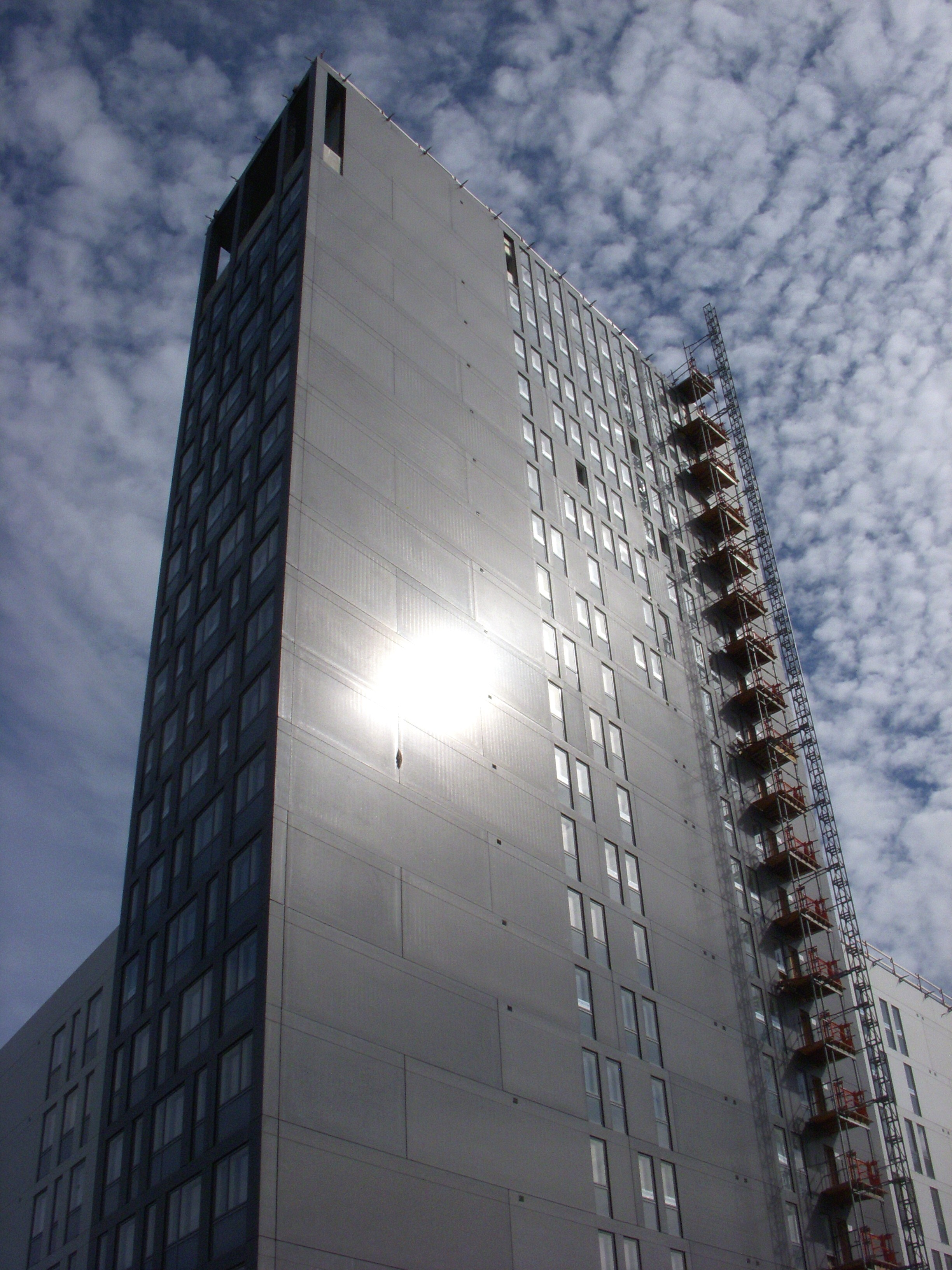
Det östra tvillingstornet, augusti 2011.

Kvarteret Brovakten är ett nybildat kvarter på nordvästra Kungsholmen i Stockholm. Brovakten ligger under samt på vardera sidan om Essingeleden vid Hornsbergs strand. Namnet Brovakten härrör från den ännu bevarade vaktstugan, Lilla Hornsberg intill Karlbergskanalen, som tillhörde malmgården Stora Hornsberg.

## Allmänt
Kvarteret Brovakten bebyggdes under åren 2009–2011 med tvillingtornen Kungsholmsporten med 20 våningar över mark. Arkitekt var Wingårdh arkitektkontor och byggherre var fastighetsbolaget Wallenstam. Kungsholmsportens torn med sin fasad av svart terrazzo har blivit ett nytt landmärke i Stockholm. Brovakten nominerades till Årets Stockholmsbyggnad 2012. Wallenstam sålde Kungsholmsporten till AFA Fastigheter i maj 2015 för cirka en miljard kronor.

## Detaljplan

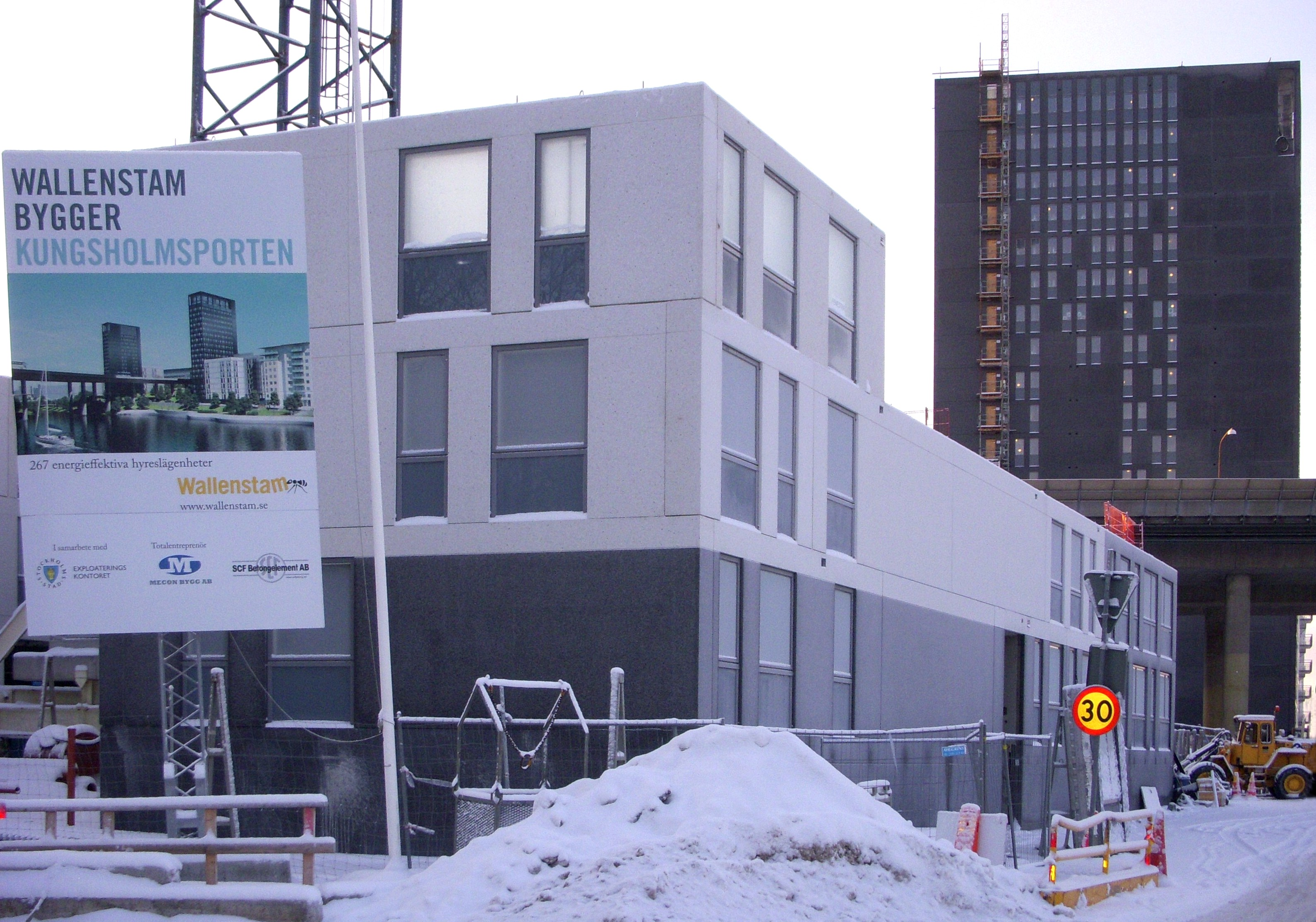
Östra tornet under uppförande, 2010.

I samband med nygestaltningen av nordvästra Kungsholmen skapades kvarteret Brovakten på ömse sidor av Essingeleden. Detaljplanen vann laga kraft i april 2009. Området består av två bostadskvarter med 35 meter avstånd från Essingeleden, däremellan ligger parkmark; den blivande Brovaktarparken. Närmast Karlbergskanalen reser sig tvillingtornen med 20 våningar (bygghöjd 68 meter) och där bakom ligger sju till åtta-våningshus som i höjd ansluter till befintlig bebyggelse. Hela komplexet innehåller 267 hyresrätter med lokaler i bottenvåningen och garage i källaren. Inflyttning sker i etapper fram till slutet av år 2012.

## Tvillingtornen
Arkitekt Wingårdhs kontor formgav de både tvillingtornen som svarta monoliter med bredsidan mot Essingeleden och gavelsidan mot Karlbergskanalen. De bildar en “skärm“ framför den bakomliggande bebyggelsen. Fasaderna för tornen är klädda med svart terrazzo. Byggnadsdelarna som sträcker sig in till de omgivande gatorna är sju till åtta våningar höga. Kvarterets lägre byggnader får en fasadbeklädnad i ljusare kulör.
Anläggningen är koncipierad som ett så kallat passivhus,  där extraisolerade väggar, lågenergifönster och FTX-ventilationen (från- och tilluftsystem med värmeåtervinning) gör att värme från elektrisk utrustning, sol och människor används för uppvärmning. Resterande värmebehov täcks av en värmepump som drivs med elektricitet från ett mindre vindkraftverk. Byggkostnaden är beräknad till 400 miljoner kronor.

## Bilder

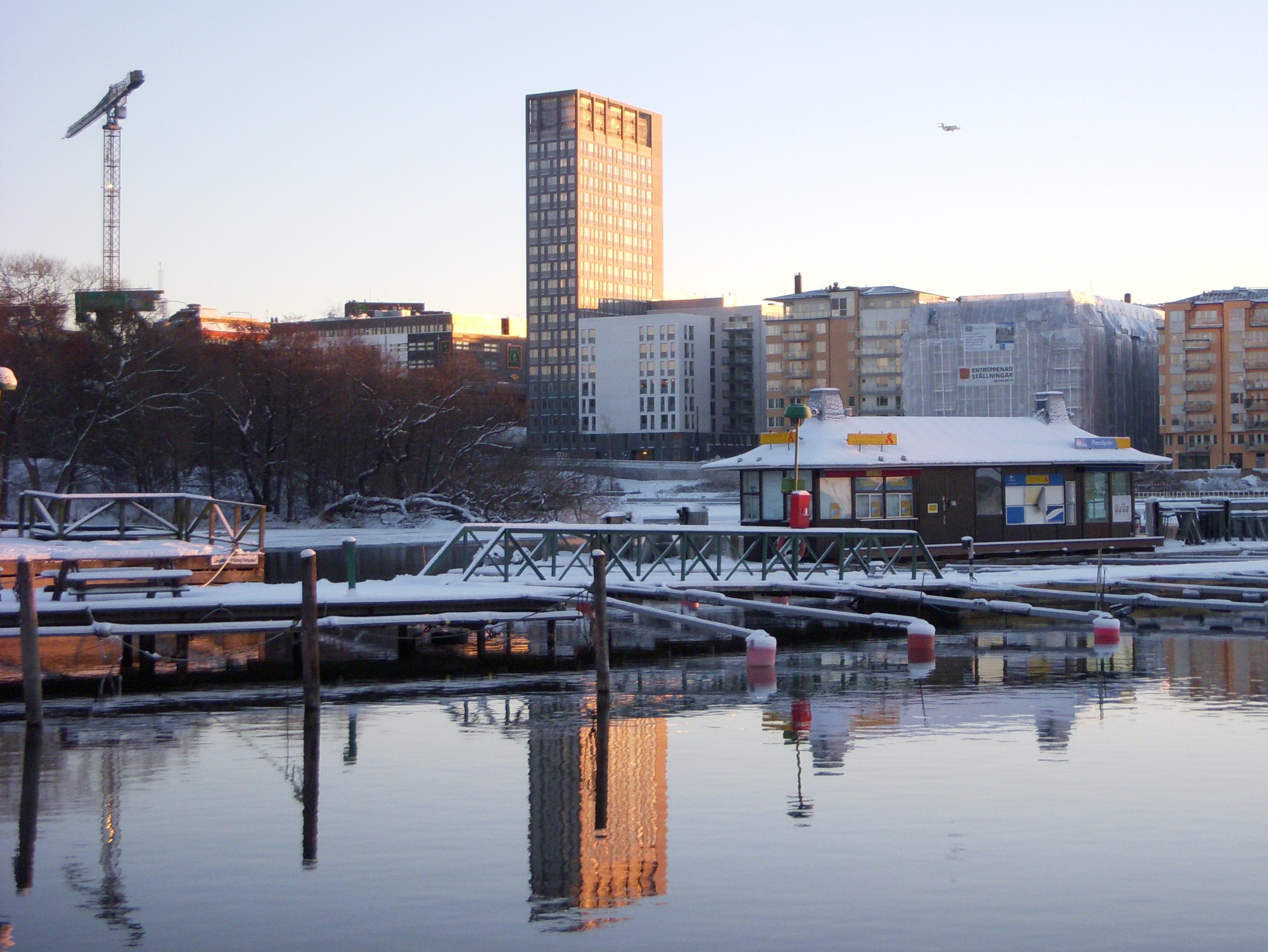
Västra tornet från Pampas Marina, december 2010
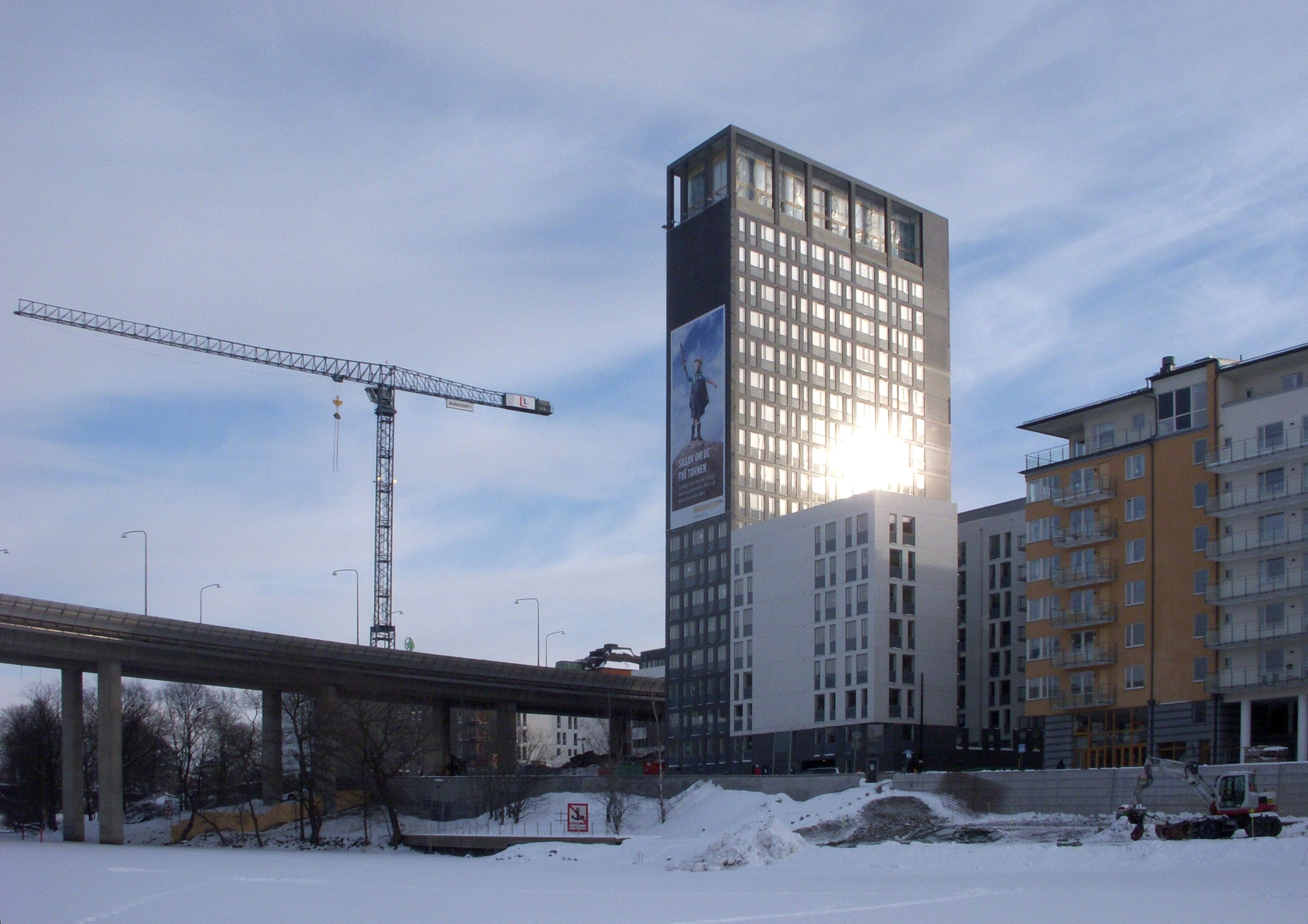
Västra tornet är uppe, februari 2011
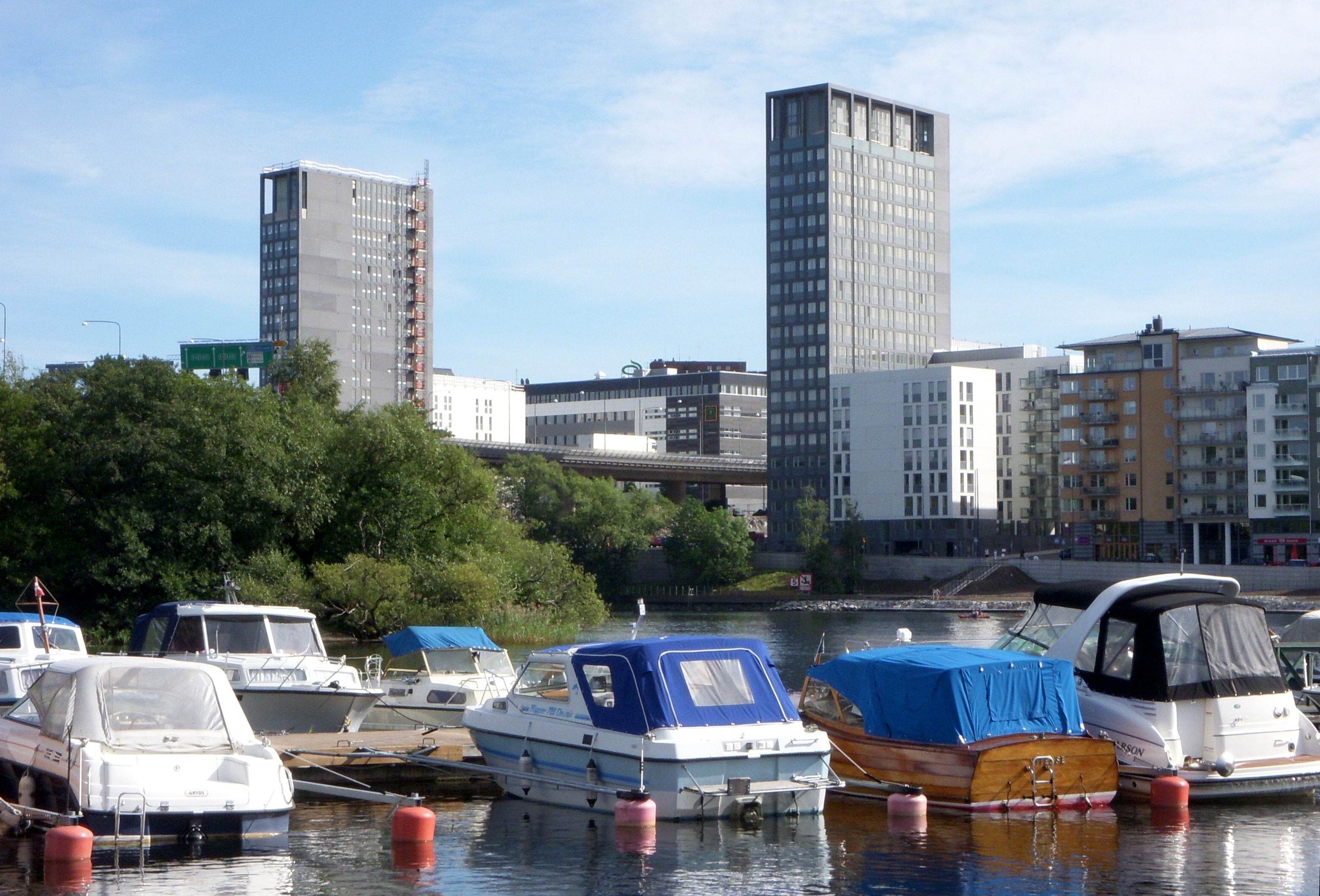
Tvillingtornen, augusti 2011
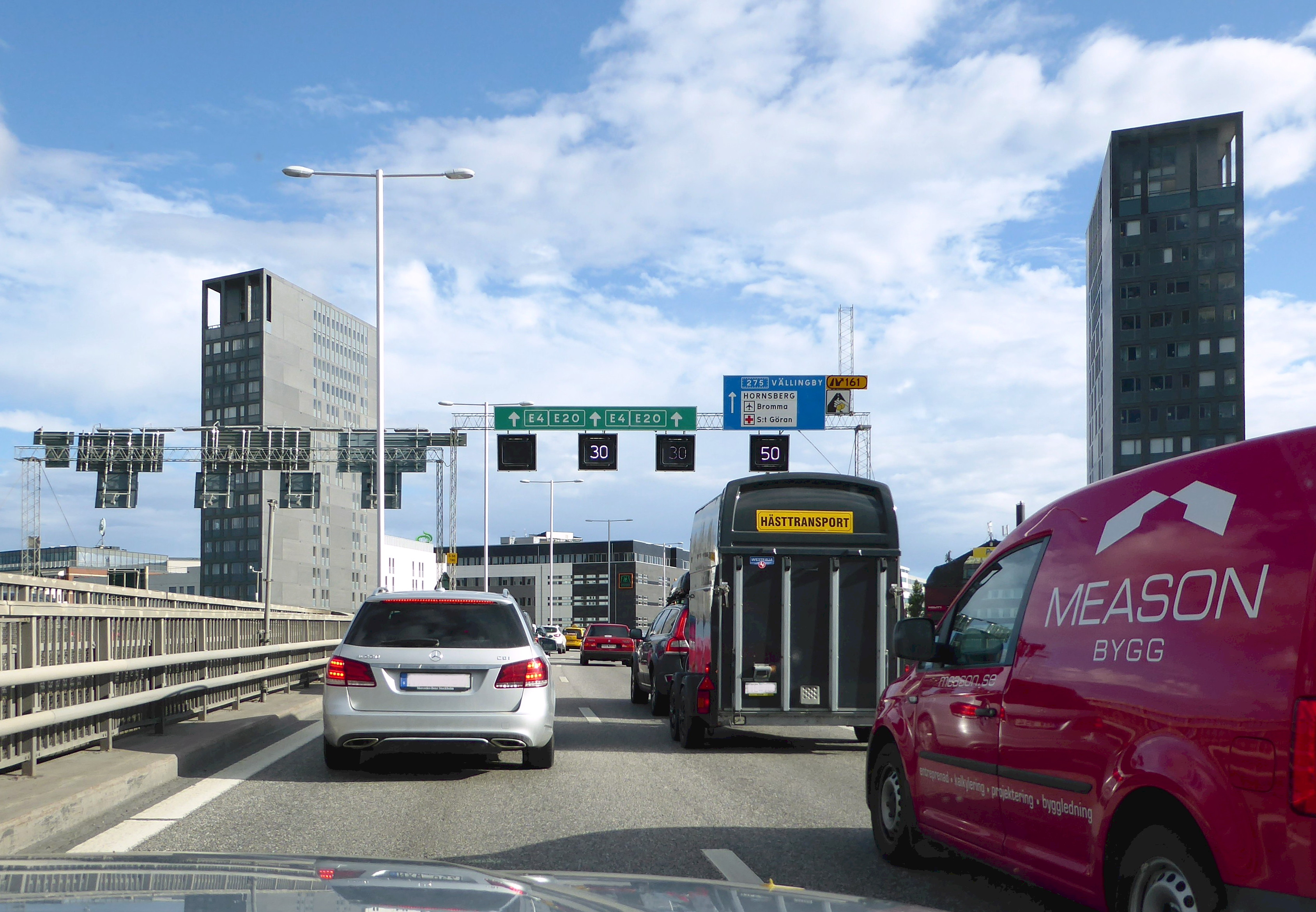
Tvillingtornen från norr på Essingeleden, augusti 2017